# Félix Golindano
Félix Armando Golindano Pereira (Caracas, 16 de novembro de 1969) é um ex-futebolista venezuelano que atuava como goleiro.

## Carreira
Ao longo de sua carreira, defendeu quatro clubes de seu país (Trujillanos, Estudiantes de Mérida, Caracas e Mineros de Guayana), dois do Paraguai (12 de Octubre e Olimpia), e um clube de Hong Kong (Happy Valley).

## Seleção
Defendeu também a Seleção Venezuelana de Futebol, em quatro oportunidades entre 1993 e 1996. Esteve em duas Copas América (1993 e 1995), sempre como reserva.